# Pemuco
Pemuco is een gemeente in de Chileense provincie Diguillín in de regio Ñuble. Pemuco telde 8.448 inwoners in 2017 en heeft een oppervlakte van 563 km².